# 勇留島

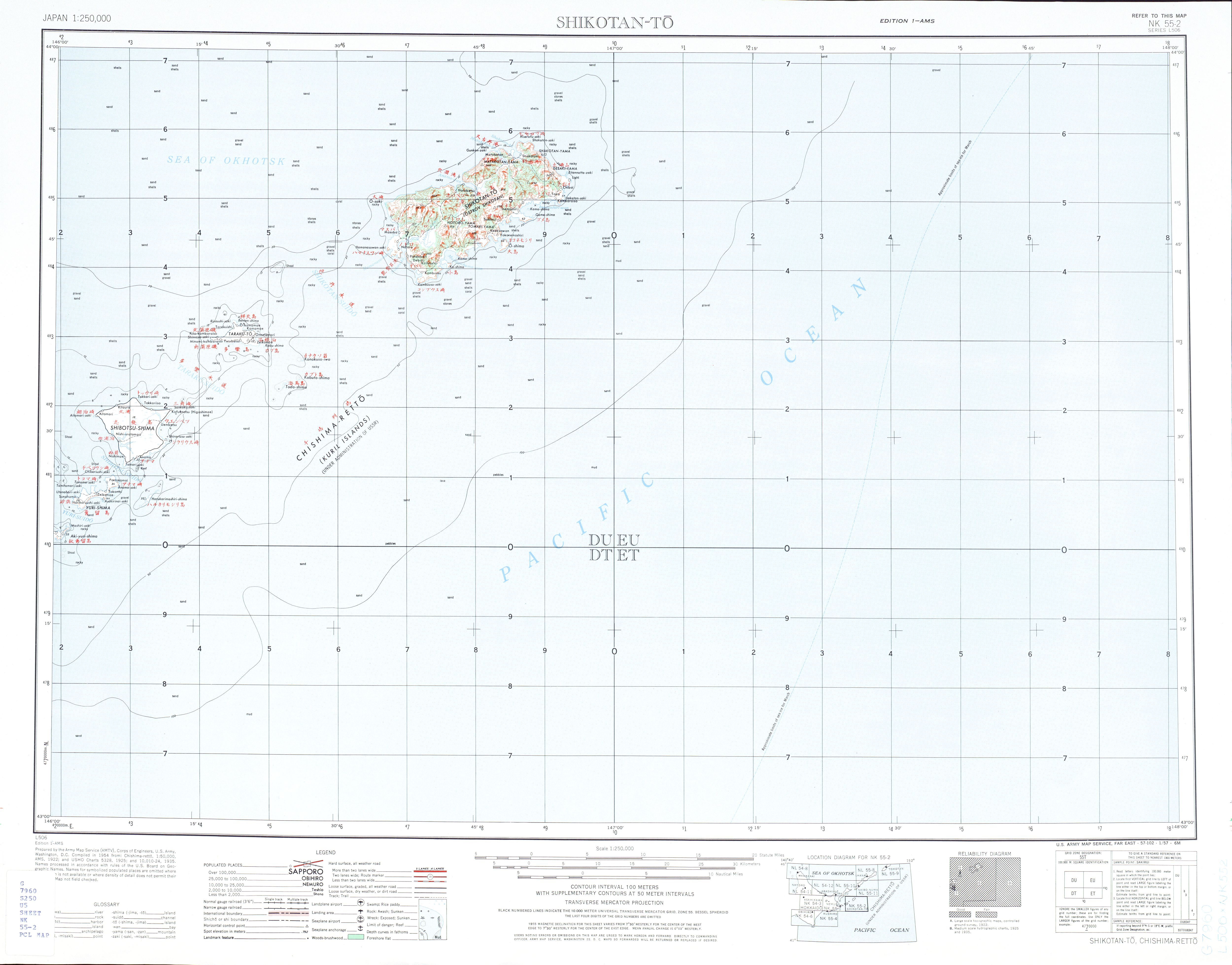
昭和29年の色丹島・歯舞群島（多楽島・海馬島・志発島・春苅茂尻島・勇留島・秋勇留島）

勇留島（ゆりとう）は、歯舞群島の島の一つである。ロシア名はユーリ島（Остров Юрий）、英語表記は"Yuri"または"Iurii"。
島の名前の由来は、アイヌ語の「ユウロ（それの鵜がたくさんいる→鵜の島）」あるいは「ウリル（鵜の島）」から。

## 地理
勇留水道を挟んで秋勇留島が南にあり、北には志発島がある。地名の由来にもあるように、崖には鵜が生息している。戦前は、北洋、中千島への漁業の根拠地であり、缶詰工場などの加工施設が設けられた。

## 歴史
江戸時代の当初は無人島であった。
- 1799年、ネモロ（根室）とアッケシ（厚岸）両場所のアイヌが立会い、秋勇留島などとともに双方の入会地となり、後にネモロ側の漁場となった[2]。
  - 明治時代からは珸瑶瑁村の一部となり、後に歯舞村に属した。沖合漁業の拠点基地として栄え、戦前には501人が在住していた。
- 1945年、ソ連軍が占領。
- 1959年、日本側は根室市の一部に編入する。
- 1991年、ソビエト連邦の崩壊後に成立したロシア連邦が実効支配を継承。

現在もロシア連邦が占領・実効支配しているが、日本も領有権を主張している。
当該地域の領有権に関する詳細は千島列島及び北方領土の項目を、現状に関してはサハリン州の項目を参照。